# 베니 그린 (피아니스트)
베니 그린(Benny Green , 1963년 4월 4일 ~ )은 미국인 하드 밥 재즈 피아니스트이며, 아트 블래키의 재즈 메신저스 중 한명이었다. 그는 스타일에 있어 버드 파월과 오스카 피터슨에 비교되어 왔고 그들을 영향력 있는 인물로 여긴다.